# Saint Cecilia (chanson)
Singles de Foo Fighters
Outside
(2015) Run
(2017)
Saint Cecilia est l'unique single du groupe américain de rock alternatif Foo Fighters issu du maxi homonyme sorti en 2015.

## Liste des titres
Toutes les chansons sont écrites et composées par Dave Grohl, Taylor Hawkins, Nate Mendel, Chris Shiflett, Pat Smear.
| 1. | Saint Cecilia | 3:42 |

## Membres du groupe lors de l'enregistrement de la chanson
- Dave Grohl : chant, guitare
- Chris Shiflett : guitare
- Nate Mendel : basse
- Taylor Hawkins : batterie
- Pat Smear : guitare